# Phragmipedium fischeri
Phragmipedium fischeri là một loài lan đặc hữu của Ecuador (Carchi).